# 藤田奈央
藤田奈央（日语：藤田 奈央，5月14日—），日本女性配音員。出身於奈良縣。VIMS所屬。吉本興業、日本播音演技研究所出身。

## 演出作品
※粗體字表示說明飾演的主要角色。

### 電視動畫
2012年
- AKB0048（店員）
- NUKKO（RAKKO）

2014年
- 愛絲卡&羅吉的鍊金工房 ～黃昏天空之鍊金術士～（母親）
- 最近，妹妹的樣子有點怪？（網球社社員C）
- 四月是你的謊言（出場者、保護者）
- Z/X IGNITION（食堂的阿姨〈若本〉）
- 棺姬嘉依卡（母親）

2015年
- 亞爾斯蘭戰記（鎮上居民）
- 銀魂゜（男孩子A）
- JK飯！（日语：JKめし!）（朝比奈涼香）
- 勇敢節拍（日语：ブレイブビーツ）（渡邊晴彥、野良鱷魚、天宮真衣）

2016年
- Qualidea Code（操作員）
- 競女!!!!!!!!（原田美代）
- 雙星之陰陽師（胡花的哥哥）
- 美少女遊戲組合 抓娃娃機少女 銀河（日语：美少女遊戯ユニット クレーンゲール）（暗黑猩猩[2]）

2017年
- GRANBLUE FANTASY The Animation（村人女性C、老闆娘）
- ID-0（操作員A）
- DIVE!!（富士谷要一〈小學時期〉）
- 單蠢女孩（阿姨）
- 最遊記RELOAD BLAST（小孩、女將、沙悟淨的繼母）
- 黑色五葉草（亞斯塔〈6歲、8歲〉）
- 犬屋敷（獅子神皓〈小學時期〉、記者、路人）
- Classica Loid（主婦）

2018年
- Classica Loid 2（廣播）
- 霸穹 封神演義（女性配下）
- 雷頓神秘偵探社 ～卡特莉的解謎事件簿～（研究者的妻子A）
- 遙的接球（大空遙的母親）
- 後街女孩（山本健太郎的母親）
- 高分少女（橫山〈小學生〉）
- 弦音－風舞高中弓道部－（取箭負責人、女學生、廣播）

2019年
- 約定的夢幻島（克洛涅[3]）
- 火之丸相撲（兵藤真磋人〈幼少時期〉）
- 在地下城尋求邂逅是否搞錯了什麼II（娼婦）
- 籃球少年王（小孩）
- 星合之空（春日綾花）
- 美妙射擊部（店主）

2020年
- 科學超電磁砲T（體育教師）

### OVA
2012年
- 麻理茂的花 ～最強武鬥派小學生傳說～（日语：まりもの花 〜最強武闘派小学生伝説〜）（哲）

### 網路動畫
2018年
- A.I.C.O. -Incarnation-（播報員）

2020年
- 日本沉沒2020（女性警官）

### 遊戲
2011年
- 少女☆射擊（天野麻里、瀧澤夏子、三田蝶子）

2012年
- 時與永遠（日语：時と永遠 〜トキトワ〜）

2014年
- JUDAS CODE[4]

2017年
- 最終騎士 -X fragments-（佩可[5]）

### 廣播劇CD
2011年
- 秋山同學（柴的母親）

### 外語配音
※除了表格的作品之外，依英文名稱及英文原名排序。

#### 電影／電視影集
| 作品年份 | 作品名稱             | 配演角色                   | 演員                 | 媒介                   |
| -------- | -------------------- | -------------------------- | -------------------- | ---------------------- |
| 1999     | 快樂到死             | －                         | －                   | DVD版本                |
| 2010     | 新飛越比佛利 (第3季) | 年輕時的Mara               | －                   | －                     |
| 2011     | 護士當家 (第3季)     | 黑人女性救急隊員           | －                   | WOWOW版                |
| 2011     | 痛症                 | 智聖                       | －                   | DVD版本                |
| 2012     | 吹牛伯爵歷險記       | Constanze von Hellberg     | Jessica Schwarz      | －                     |
| 2013     | 忍者2：撕裂的暗影    | 武田波子                   | 肘井美佳             | 劇院公映／BD&DVD收錄   |
| 2014     | 魔力APP              | －                         | －                   | －                     |
| 2014     | 血族                 | Zach Goodweather           | Ben Hyland           | amazon prime video頻道 |
| 2014     | 別眨眼               | Claire                     | Joanne Kelly         | DVD版本                |
| 2014     | 歐吉桑鄰好           | Linda                      | Deirdre O'Connell    | BD&DVD版本             |
| 2015     | 披薩的滋味           | Periya Kaaka Muttai        | J Vignesh            | DVD版本                |
| 2015     | 人類                 | Karen Voss                 | Ruth Bradley         | Hulu頻道               |
| 2015     | 詐欺擔保人           | Julia Bowman               | Marin Ireland        | amazon prime video頻道 |
| 2015     | 今夜玩到趴           | Betsy Greenberg            | Jillian Bell         | BD版本                 |
| 2016     | 聖杯騎士             | Della                      | Imogen Poots         | DVD版本                |
| 2016     | 灰色警戒             | 女人                       | Sky Ferreira         | DVD版本                |
| 2016     | 鬼關燈               | －                         | －                   | DVD版本                |
| 2016     | 梭哈人生             | Hanne                      | Sidse Babett Knudsen | BD&DVD版本             |
| 2016     | 走音天后             | Agnes Stark                | Nina Arianda         | 劇院公映／BD&DVD收錄   |
| 2016     | 哭聲                 | 無名                       | 千玗嬉               | 劇院公映／DVD收錄      |
| 2016     | 霓虹惡魔             | Gigi                       | Bella Heathcote      | BD&DVD版本             |
| 2016     | 出神入化2            | Natalie Austin             | Sanaa Lathan         | BD&DVD版本             |
| 2016     | 艾瑪的抉擇           | Lexi Smith                 | Christina Robinson   | DVD版本                |
| 2016     | 國際殺手真實回憶錄   | Kylie Applebaum            | Kelen Coleman        | Netflix頻道            |
| 2017     | 翡翠城               | Dorothy Gale               | Adria Arjona         | Hulu頻道               |
| 2017     | 太空無垠 (第2季)     | Roberta 'Bobbie' W. Draper | Frankie Adams        | Netflix頻道            |
| 2017     | 殺手保鑣             | Amelia Russell             | Élodie Yung          | Netflix頻道            |
| 2018     | 古墓奇兵             | Ahuja夫人                  | Antonio Aakeel       | 劇院公映／BD收錄       |
| 2018     | 星夢情深             | Paulette Stone             | Drena De Niro        | 劇院公映版本           |
| 2018     | 美景聖誕             | Brock St. Regis            | Arisa Cox            | Netflix頻道            |
| 2018     | 大君主行動           | Chloe Laurent              | Mathilde Ollivier    | －                     |
| 2019     | 殺手麥克：小心慎入   | Ethel女性主持人1           | －                   | Netflix頻道            |
| 2020     | 音速小子             | 上級補佐官                 | －                   | 劇院公映版本           |

#### 動畫
2013年
- 彩虹小馬：友情就是魔法（Zecora、Sapphire Shores）
- 彼得潘：新的冒險（Michael[9]）

2017年
- 沃島英雄傳（Yugo〈Fanny Bloc 配音〉）

### 數位漫畫
- VOMIC 虹色時光（小早川杏奈）
- VOMIC 多國籍女子高（日语：ニポンゴ）（佐藤沙耶香）

### 活動主持
- 常盤藥品（日语：常盤薬品）白肌 美白化妝水『本舗』CM發表會（主持人）
- Niconico生放送×Voice『激論！福山哲郎vs岸博幸（日语：岸博幸）日本的能源政策質問』（助理主持人）

### 旁白
- AKB48的Google+網民（メロディー）

### 廣播節目
- 電磁Mashi Mashi（日语：電磁マシマシ）（2012年，CBC電台）在節目中用「Mashi Mashi娘4號 藤田」稱呼。
- JK飯！電台（日语：JKめし!#ラジオ）（2015年－2016年，CBC電台）[10]

## 腳註

## 外部連結
- VIMS公式官網的聲優簡介 （页面存档备份，存于） （日語）
- 藤田奈央的官方個人部落格 （日語）